# Toranzo (Vega de Liébana)
Toranzo es una localidad perteneciente al municipio de Vega de Liébana (Cantabria, España). Está situado a 778 metros de altitud en terreno montuoso formando cordilleras extensas y valles recorridos por arroyos. Dista tres kilómetros cien metros de la capital municipal, La Vega. En 2008 tenía una población de 42 habitantes (INE). Aquí se asentó gran parte de su vida D. Telesforo Gómez Bárcena (jugador de bolos de principios del siglo XX , oriundo de Adarzo, Barrio de Peñacastillo (Santander) y uno de los creadores del Reglamento Oficial de Bolos). La iglesia parroquial, de una nave, es del siglo XVII. Hubo dos torres medievales, llamadas de Campo, en ruinas actualmente. En una de las casas de esta localidad puede verse el blasón de los Estrada y Toranzo.
La ganadería vacuna es la principal fuente económica, sobre todo a través de la venta de la leche. La localidad está rodeada de verdes prados y tiene una de las vistas más impresionantes del valle de Liébana.